# Logic
Logic (født Sir Robert Bryson Hall II, 22. januar 1990) er en amerikansk rapper, sanger, streamer, forfatter og youtuber, også kendt som Young Sinatra. Hans mest populære sang er "1-800-273-8255". Logic har gennem sin karriere udgivet 8 albums og 7 mixtapes.
Logic udgav i starten af hans rap-karriere sine Young Sinatra mixtapes, som endte med at give ham en pladekontrakt hos Def Jam Recordings.Efter udgivelsen af Vinyl Days i 2022, er han ikke længere artist hos Def Jam.
Den 16. juli 2020 offentligegjorde Logic, at han gik på pension og hans sidste udgivelse ville blive albummet No Pressure, som er efterfølgeren til hans første album, Under Pressure. Logic blev dog ved med at udgive musik efterfølgende og i juni 2021 bekendtgjorde han sit comeback som rapper med singlen "Intro" Siden da, har han udgivet Bobby Tarantino III i 2021 og Vinyl Days i 2022.

## Diskografi
Albums:
- Under Pressure (2014)[5]
- The Incredible True Story (2015)[6]
- Everybody (2017)[7]
- YSIV (2018)[8]
- Confessions of a Dangerous Mind (2019)[9]
- No Pressure (2020)[10]
- Vinyl Days (2022) [11]

Mixtapes:
- Young, Broke and Infamous (2010)
- Young Sinatra (2011)
- Young Sinatra: Undeniable (2012)
- Young Sinatra: Welcome To Forever (2013)
- Bobby Tarantino (2016)[12]
- Bobby Tarantino II (2018)[13]
- Bobby Tarantino III (2021)[14]

Soundtracks:
- Supermarked (2019)[15]

## Privatliv
Logic blev i 2015 gift med Jessica Andrea, men i marts 2018 offentliggjorde Logic via sin Twitter-profil at parret var gået fra hinanden.
I september 2019 blev han gift med Brittney Noel, som han i februar 2020 fik en søn med.